# Loncofil·linis
Els loncofil·linis (Lonchophyllini) són una tribu de ratpenats fil·lostòmids formada per 4 gèneres i 10 espècies.

## Classificació
- Gènere Lionycteris
  - Ratpenat llengut petit (Lionycteris spurrelli)
- Gènere Lonchophylla
  - Ratpenat llengut de Bokermann (Lonchophylla bokermanni)
  - Ratpenat llengut de Dekeyser (Lonchophylla dekeyseri)
  - Ratpenat llengut de Handley (Lonchophylla handleyi)
  - Ratpenat llengut equatorià (Lonchophylla hesperia)
  - Ratpenat llengut brasiler (Lonchophylla mordax)
  - Ratpenat llengut panameny (Lonchophylla robusta)
  - Ratpenat llengut de Thomas (Lonchophylla thomasi)
- Gènere Platalina
  - Ratpenat llengut peruà (Platalina genovensium)
- Gènere Xeronycteris
  - Xeronycteris vieirai